# Verlagsbuchhandlung Marowsky
Die Verlagsbuchhandlung Marowsky aus der ostwestfälischen Stadt Minden war eine Buchhandlung und zeitweise auch ein Verlag in der Innenstadt von Minden, die über mehrere Generationen der inhabergeführten Buchhandlung die Stadt prägte. 1872 wurde sie von dem Buchhändler Carl Marowsky gegründet. Schwerpunkt waren neben regionalen Themen die pädagogischen Titel, die in enger Zusammenarbeit mit der Präparandenanstalt Petershagen entstanden. Die Verlagsbuchhandlung bekam den Titel „Hoflieferant des Fürsten zu Schaumburg-Lippe“ verliehen.

## Geschichte
Die Verlagsbuchhandlung Marowsky wurde 1872 von Carl Marowsky gegründet, der in der Bäckerstraße in der Mindener Innenstadt ein Ladengeschäft gründete. Der umtriebige Buchhändler war gleichzeitig Stadtverordneter und Stadtrat der Stadt Minden. 1912 verkaufte er den Verlag und die Buchhandlung an seinen Sohn Hermann Marowsky, der sie in die Bäckerstraße 6 verlegte. Im sogenannten Dritten Reich wurde der Verlag geschlossen, da Hermann Marowsky nicht der Partei NSDAP angehörte. Sein Sohn Klaus Marowsky konnte den Verlag erst nach seiner Rückkehr aus der Gefangenschaft 1949 übernehmen und in die Bäckerstraße 24 in größere Räume verlegen. Weil Klaus Marowsky keinen Nachfolger hatte, wurde der Verlag und die Buchhandlung 1995 nach seinem Ausscheiden aus der aktiven Arbeitszeit an die Universitäts-Buchhandlung Phönix-Gesellschaft verkauft, die 2001 wiederum ihre Buchhandlung mit Thalia fusionierten. Seit 2005 befindet sich das Geschäft in neuen Räumen in der Bäckerstraße 30–32. Klaus Marowsky starb 2005.
Inzwischen befindet sich die Thalia-Buchhandlung im Kaufhaus Hagemeyer auf dem Scharn.

## Verlag
In dem seit 1872 gegründeten Verlag, der neben der regionalen auch eine pädagogische und musikalische Abteilung erhielt, veröffentlichten unter anderem Levin Schücking und Ernst Schomer.